# Xã Highland, Quận Adams, Nebraska
Xã Highland (tiếng Anh: Highland Township) là một xã thuộc quận Adams, tiểu bang Nebraska, Hoa Kỳ. Năm 2020, dân số của xã này là 354 người.